# Флик, Джованни Мария
Джованни Мария Флик (итал. Giovanni Maria Flick; род. 7 ноября 1940, Чирие, провинция Турин, Пьемонт) — итальянский юрист и политик, министр помилования и юстиции Италии (1996—1998), председатель Конституционного суда Италии (2008—2009).

## Биография
Родился 7 ноября 1940 года в Чирие.
Окончил Католический университет Святого Сердца в Милане.
С 1964 по 1975 год работал в правоохранительной системе, побывав в должностях судьи, помощника прокурора и претора. С 1972 по 1975 год преподавал уголовное право в университете Мессины, позднее стал ординарным профессором правовых институций и уголовного процесса в университете Перуджи, затем — ординарным профессором уголовного коммерческого права Свободного международного университета социальных исследований (LUISS) в Риме, преподавал уголовное право в римской офицерской школе карабинеров и в школе налоговой полиции Финансовой гвардии в Риме.
С 17 мая 1996 по 21 октября 1998 года занимал должность министра помилования и юстиции в первом правительстве Проди.
14 февраля 2000 года президент Италии Чампи назначил Флика в состав Конституционного суда.
14 ноября 2008 года избран президентом Конституционного суда, 18 февраля 2009 года истёк срок его судейских полномочий.
Получил звание почётного профессора уголовного права Свободного международного университета социальных исследований, где преподавал с 1980 года до назначения в Конституционный суд. Также стал делегатом чрезвычайного правительственного комиссара по подготовке Всемирной выставки 2015 года в Милане.
С января по май 2012 года являлся президентом благотворительного фонда Fondazione Centro San Raffaele del Monte Tabor, в октябре того же года вошёл в совет попечителей Генуэзского университета. В 2013 году пошёл на выборы в Сенат по спискам Демократического центра Бруно Табаччи, но не был избран.
29 мая 2016 года заявил в интервью журналисту Роберто Сеччи, что на конституционном референдуме в октябре 2016 года намерен голосовать против предлагаемой правительством Ренци реформы Сената.

## Награды
- Кавалер Большого креста ордена «За заслуги перед Итальянской Республикой» (28 октября 1998)[7]
- Кавалер Большого креста Ордена Южного Креста (Бразилия)
- Кавалер Большого креста Ордена Заслуг pro Merito Melitensi (Мальта)